# 麗指紅娘魚
麗指紅娘魚，為輻鰭魚綱鮋形目鮋亞目角魚科的其中一種，分布於澳洲西部海域，體長可達18公分，為底棲性魚類，棲息在大陸棚沙泥底質的深水域，屬肉食性。

## 擴展閱讀
維基物種上的相關：麗指紅娘魚